# Delphine Djiraïbé
Delphine Kemneloum Djiraïbé, née le 1er décembre 1960, est une avocate tchadienne et la cofondatrice de l'Association tchadienne pour la promotion et la défense des droits humains. 
Elle a reçu le prix Robert F. Kennedy des droits de l'homme pour l’année 2004, ainsi que le prix Martin-Ennals pour l'année 2023.

## Biographie
Delphine Djiraibé est née le 1er décembre 1960 à Koumra, sixième ville du Tchad par le nombre d’habitants, située dans la partie sud de ce pays. Elle obtient un baccalauréat à Moundou et un diplôme en droit à l'Université Marien-Ngouabi (situé en République du Congo) en 1989.
Lorsqu’elle revient dans on pays natal après ses études, elle y constate la famine et la pauvreté généralisées parmi la population. Elle découvre aussi les crimes de l’ex-président, Hissène Habré, avec l’ouverture des prisons de la Direction de la documentation et de la sécurité (DDS), la police politique du régime renversé par Idriss Déby en décembre 1990. Ces constats la motivent à devenir une militante des droits humains et à fonder l'Association tchadienne pour la promotion et la défense des droits humains.
Son activité se concentre dans un premier temps sur les revenus du projet de développement pétrolier et d'oléoduc Tchad-Cameroun financé par la Banque mondiale. Elle s’insurge contre le manque de volonté politique pour établir une gestion des revenus pétroliers plus transparente. Elle fait également valoir que les recettes du gazoduc devraient servir à soutenir le développement local plutôt que l'armée tchadienne, et que le projet de gazoduc a appauvri davantage les villages de sa région : « Leurs terres ont été prises pour le projet pétrolier. Ils obtiennent une compensation mais sans préparation. L'argent qu'ils reçoivent est dépensé rapidement et maintenant ils se retrouvent sans rien ». Elle soutient également que les revenus pétroliers sont un facteur de la guerre civile de 2005-2010.
Selon le Centre Robert F. Kennedy pour la justice et les droits de l'homme, son action militante conduit le gouvernement tchadien à lancer une campagne de relations publiques contre elle. En 2008, lors d'une vaste campagne de répression menée par IdrissDeby contre ses opposants politiques, elle est finalement  amenée à se réfugier à Paris.
Elle critique l'Organisation de l'unité africaine, la qualifiant de « club privé d'amis au pouvoir  » Elle est favorable au procès de l'ancien président Habré, déclarant que ce procès montrerait « que l'Afrique peut aussi jouer un rôle dans la lutte pour les droits humains et sur son propre sol ».
En 2005, le Centre Robert F. Kennedy lui décerne le Prix Robert F. Kennedy des droits de l'homme, louant « ses efforts inlassables pour promouvoir les droits humains du peuple tchadien, souvent au péril de sa vie et de sa famille ».
Quatre ans plus tard, le magazine Jeune Afrique l'inclue parmi les 100 plus importants défenseurs du changement en Afrique, écrivant : « Cette avocate et infatigable combattante des droits humains a l'obstination de ceux qui appellent dans le désert. En 2009, sera-t-elle entendue ?" ». La BBC News la décrit comme « l'une des plus éminentes avocates tchadiennes des droits de l'homme ».